# Tramwaje w Mikołajowie
Tramwaje w Mikołajowie − system komunikacji tramwajowej w ukraińskim mieście Mikołajów.

## Historia
Tramwaje w Mikołajowie otwarto 26 lipca 1897 jako tramwaje konne i wąskotorowe (1000 mm). Drugą linię uruchomiono w grudniu. Druga linia łączyła centrum z dworcem kolejowym. Kolejną linię otwarto w czerwcu 1898 na trasie "zagorodnoj riezidiencej kniazia Grigoria Potiomkina" — Spasskom. W 1909 rozpoczęto prace projektowe nad uruchomieniem tramwaju elektrycznego, który został uruchomiony 21 grudnia 1914. Pod koniec 1930 w mieście było 41 km tras. Ruch tramwajowy został przerwany po tym, gdy Niemcy wysadzili elektrownię w czasie II wojny światowej. Po wyzwoleniu miasta, od września 1944, rozpoczęto odbudowę zniszczonej infrastruktury; w 1945 odbudowano 18 km tras. 25 kwietnia 1951 otwarto zajezdnię nr 2, która obsługiwała ruch na trasach o szerokości toru 1524 mm. W 1960 długość tras tramwajowych wyniosła 64 km. Do 1972 przebudowano wszystkie linie na tor o szerokości 1524 mm. 5 listopada 2015 uruchomiono nową linię nr 10, która kursuje na trasie Широкая балка — Промзона.

## Zajezdnie
W mieście obecnie działa jedna zajezdnia:
- Zajezdnia Tramwajowa nr 1
- Zajezdnia Tramwajowa nr 2 zamknięta w 2011

## Linie tramwajowe
Stan z 2016 r.
| Linia | Trasa                                     |
| ----- | ----------------------------------------- |
|       | Jacht-kłub ↔ Szyroka bałka                |
|       | Wułycia 10-ta Wijśkowa ↔ CZSZ             |
|       | Centralnyj rynok ↔ Promzon                |
|       | Centralnyj rynok ↔ Szyroka bałka          |
|       | Promzona ↔ Szyroka bałka                  |
|       | Centralnyj rynok ↔ Wułycia 10-ta Wijśkowa |

## Tabor
W 1933 otrzymano tramwaje typu Ch i M. W 1930 w mieście było eksploatowanych 71 wagonów. W czasie okupacji miasta przez Niemców część taboru została wywieziona do Odessy. W latach 1955–1958 otrzymywano tramwaje Gotha T57 i B57. W 1970 otrzymano 12 nowych wagonów typu KTM-5. Następnym typem tramwaju który dotarł do Mikołajowa były to wagony KTM-8, których w 1996 otrzymano 4 sztuki. Na początku 2001 otrzymano trzy nowe tramwaje typu T6B5 Jug z fabryki JuMZ z Dniepropetrowska. W 2015 r. sprowadzono do miasta używane tramwaje typu Tatra T3 z Pilzna. 
Stan z 29 kwietnia 2020 r.
| Zdjęcie        | Typ            | Eksploatacja od | Liczba |
| -------------- | -------------- | --------------- | ------ |
|                | KTM-5M3        | 1978            | 26     |
|                | KTM-5A         | 1992            | 4      |
|                | KTM-8K         | 1994            | 5      |
|                | T3M            | 1999            | 3      |
|                | K-1            | 2006            | 6      |
|                | T3M.05         | 2015            | 6      |
|                | T3M.03         | 2015            | 5      |
|                | T3A            | 2015            | 1      |
| Łączna liczba: | Łączna liczba: | Łączna liczba:  | 56     |